# Plagiochila tambillensis
Plagiochila tambillensis là một loài rêu trong họ Plagiochilaceae. Loài này được Loitl. mô tả khoa học đầu tiên năm 1894.